# Corcu Loígde
Corcu Loígde (Corcu Lóegde, Corco LuigdeGens, Corca Laoighdhe, Laidhe), significando Gentes de la diosa Ternera, también llamados Síl Lugdach meic Itha, era un reino situado al oeste de Cork descendiente de los proto-gobernantes históricos de Munster, los Dáirine, de quienes eran la principal familia real. Tomaron su nombre de Lugaid Loígde "Lugaid de la Diosa Ternera", un Rey de Tara y Rey Supremo de Irlanda, hijo del gran Dáire Doimthech (un Dáirine). Descendiente de Lugaid Loígde, y su más famoso antepasado es el legendario Lugaid mac Con, que está listado en el Baile Chuinn Chétchathaig. Más cercanos son los Dál Fiatach de Ulaid.

## Visión general
Los Corcu Loígde gobernaron Munster, y probablemente territorios allende la provincia, hasta comienzos del siglo VII, cuándo su antigua alianza con el Reino de Osraige finalizó a medida que los Eóganachta aumentaban su poder. Muchos pueblos anteriormente súbditos de los Corcu Loígde transfirieron su lealtad a los Eóganachta, especialmente los influyentes Múscraige, un pueblo de los Érainn relacionados sólo distantemente con los Corcu Loígde. Los Múscraige se convirtieron en el principal aliado de los Eóganachta. La influencia de los Uí Néill también ha sido sugerida como factor importante, motivado por un deseo de ver no más Reyes de Tara de Corcu Loígde.
Sin embargo, a través de Aimend, hija de Óengus Bolg, los Corcu Loígde están relacionados con el círculo interior del Eóganachta a través de un matrimonio legendario, ya que se casó con Conall Corc. Disfrutaron un estado privilegiado en la historia de la dinastía. Como antiguos gobernantes de la provincia, los Corcu Loígde no fueron un reino tributario, al igual que los Osraige.
En el siglo XII erigieron su reino en la Diócesis de Ross, y los señores de O'Driscoll jugaron una función marítima significativa en la región. Coffey, O'Leary, Hennessy, y Flynn (O'Flynn Arda) fueron otras familias destacadas, así como la familia literaria de Dinneen. O'Hea, Cronin, Dunlea, y otras familias también pudieron pertenecer a Corcu Loígde.
Una parte sustancial de las tierras marítimas provechosas una vez dominadas únicamente por los Corcu Loídge fueron incorporadas a la Baronía medieval de Carbery, en la que los O'Driscoll retendrían cierto estatus como una de las tres familias por debajo de los MacCarthy Reaghs. Parte de la porción occidental se convertiría en la Baronía de Bantry.

## Siglos posteriores

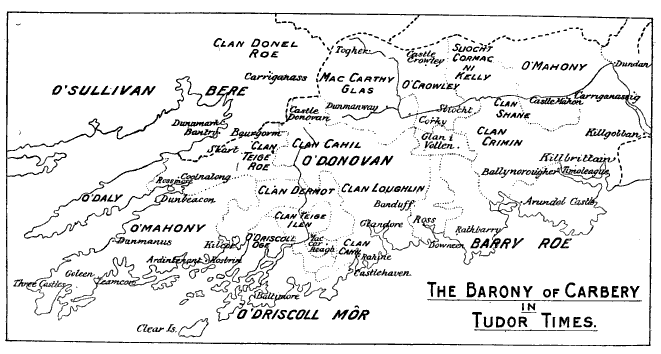
Carbery En Tudor tiempo